# Asaphidae
Asaphidae (лат.) — семейство трилобитов из отряда Asaphida. Хотя древнейшие роды появляются в морских отложениях верхнего кембрия, наиболее широкого распространения и видового разнообразия семейство достигает в ордовике. В семейство включаются 754 вида, относимые к 146 родам.

## Распространение
Большинство представителей подсемейства Asaphinae найдены в пределах Фенносарматии (Балтики). Роды Isotelinae сконцентрированы в Лаврентии. Роды Nobiliasaphinae распространены в тропической Гондване и Южном Китае. Роды Ogygiocaridinae известны из Авалонии, Гондваны и Фенносарматии. Asaphidae были уже довольно распространены в позднем кембрии: 14 родов известны из Австралии, Северного и Южного Китая. Последние представители семейства вымерли в конце ордовика.

## Роды семейства

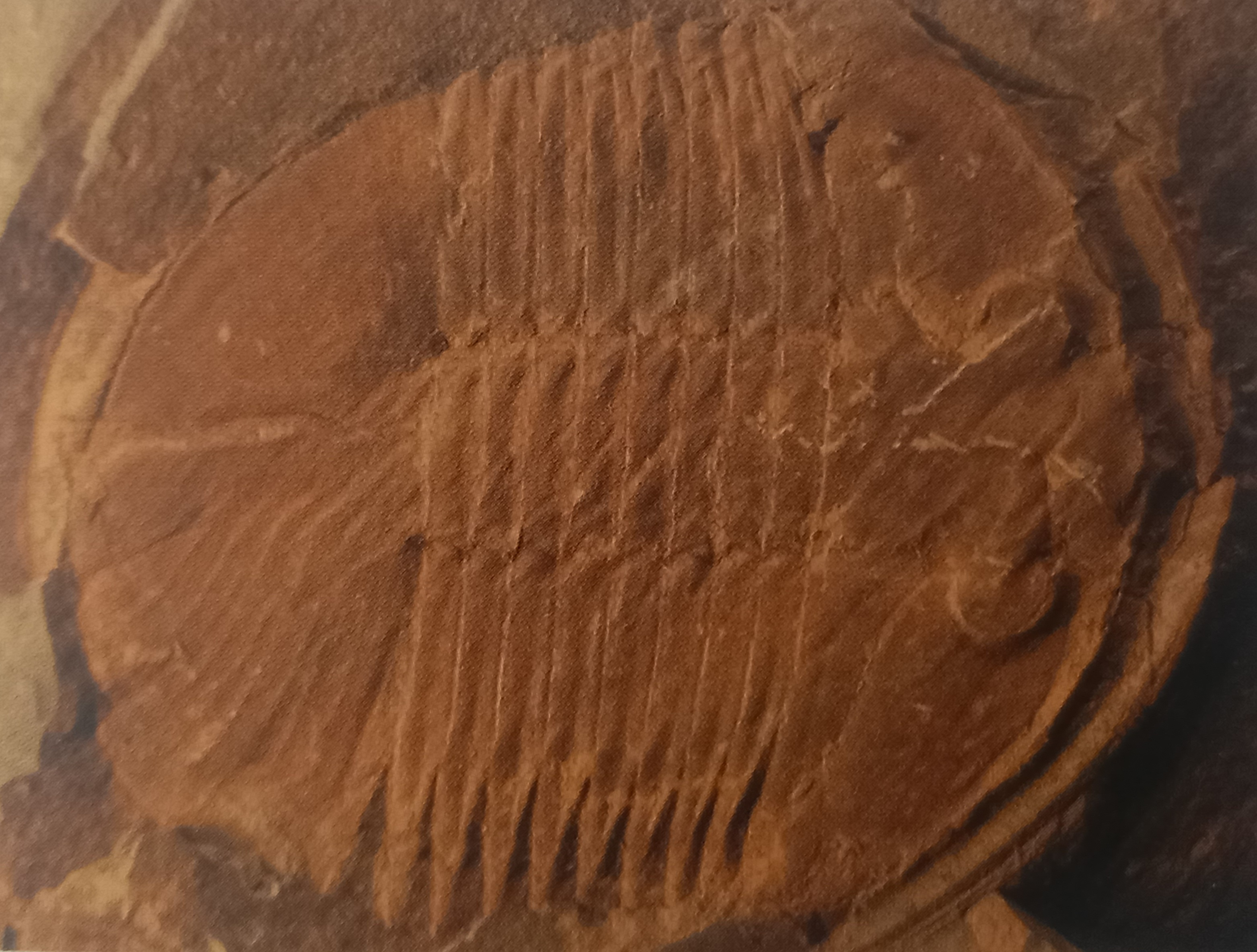
Окаменелость Asaphellus из формации Мила, ордовик, Дамган, Иран

Семейство включает следующие роды:
- Anataphrus
- Araiocaris
- Asaphellus
- Asaphus
- Atopasaphus
- Aulacoparia
- Aulacoparina
- Australopyge
- Baltiites
- Banqiaoites
- Basilicus
- Bellefontia
- Birmanitella
- Birmanites
- Bohemopyge
- Borogothus
- Brachyaspis
- Branisaspis
- Burminresia
- Charabaia
- Chengkouella
- Dubovikites
- Ectenaspis
- Ekeraspis
- Emanuelaspis
- Emanuelina
- Eoasaphus
- Eoisotelus
- Erdelia
- Estoniites
- Fuyunia
- Gerasaphes
- Gog
- Gogiura
- Golasaphus
- Griphasaphus
- Guohongjunia
- Hazarania
- Heraspis
- Hoekaspis
- Homalopyge
- Hunjiangites
- Hunnebergia
- Huochengia
- Iduia
- Isabelinia
- Isotella
- Isoteloides
- Isotelus
- Isyrakella
- Isyrakopeltis
- Kainisiliellina
- Kayseraspis
- Klabavia
- Kobayashia
- Lachnostoma
- Lamanskytes
- Lapidaria
- Leningradites
- Liomegalaspides
- Lisogorites
- Liushuicephalus
- Lonchobasilicus
- Lycophron
- Megalaspidella
- Megalaspides
- Megasaphus
- Megatemnoura
- Megistaspidella
- Megistaspis
- Merlinia
- Metaptychopyge
- Metayuepingia
- Mioptychopyge
- Mischynogorites
- Nahannia
- Neopeltis
- Nerudaspis
- Nileoides
- Ningkianites
- Niobe
- Niobella
- Niobides
- Niobina
- Nobiliasaphus
- Norasaphites
- Norasaphus
- Norinia
- Notopeltis
- Ogmasaphus
- Ogyginus
- Ogygiocarella
- Ogygiocaris
- Ogygitella
- Ogygites
- Ogygitoides
- Onchometopus
- Parabellefontia
- Paramegalaspis
- Paramegistaspis
- Paraptychopyge
- Paratamdaspis
- Parayuepingia
- Penchiopsis
- Platyptychopyge
- Plectasaphus
- Plesiyuepingia
- Popovkiaspis
- Popovkites
- Praecoparia
- Presbynileus
- Priceaspis
- Proasaphus
- Promegalaspides
- Protopresbynileus
- Protoptychopyge
- Proxiniobe
- Pseudoasaphinus
- Pseudoasaphoides
- Pseudoasaphus
- Pseudobasilicoides
- Pseudobasilicus
- Pseudobasiliella
- Pseudobasiloides
- Pseudogriphasaphus
- Pseudogygites
- Pseudomegalaspis
- Pseudoptychopyge
- Pseudoptyocephalus
- Psilocephalina
- Psilocephalops
- Ptychopyge
- Ptyocephalus
- Rhinoferus
- Sanbernardaspis
- Shergoldina
- Stegnopsis
- Stenorhachis
- Suriaspis
- Tchukeraspis
- Thysanopyge
- Trigonocerca
- Trigonocercella
- Tsaidamaspis
- Valdaites
- Vogdesia
- Volchovites
- Xenasaphus
- Xenostegium
- Xinanocephalus
- Yuepingioides
- Zhenganites
- Zoraspis
- Zuninaspis